# Allopachria
Allopachria – rodzaj wodnych chrząszczy z rodziny pływakowatych, podrodziny Hydroporinae i plemienia Hyphydrini.

## Taksonomia
Rodzaj opisany został w 1924 roku przez Elwooda Curtina Zimmermanna. Gatunkiem typowym jest Allopachria quadripustulata.

## Występowanie
Przedstawiciele tego rodzaju zamieszkują Azję. Występują m.in. w Chinach, Wietnamie, Malezji, Indonezji, Nepalu i na Tajwanie.

## Systematyka
Opisano dotąd 45 gatunków z tego rodzaju:

- Allopachria abnormipenis Wewalka, 2000
- Allopachria balkei Wewalka, 2000
- Allopachria beeri Wewalka, 2000
- Allopachria bianae Wewalka, 2010
- Allopachria bimaculata (Satô, 1972)
- Allopachria dieterleorum Wewalka, 2000
- Allopachria dudgeoni Wewalka, 2000
- Allopachria elongata Bian & Ji, 2012
- Allopachria ernsti Wewalka, 2000
- Allopachria flavomaculata (Kamiya, 1838)
- Allopachria friedrichi Wewalka, 2000
- Allopachria froehlichi Wewalka, 2000
- Allopachria grandis Bian & Ji, 2010
- Allopachria guangdongensis Wewalka, 2010
- Allopachria guidettii Wewalka, 2000
- Allopachria hajeki Wewalka, 2010
- Allopachria hautmanni Wewalka, 2000
- Allopachria hendrichi Wewalka, 2000
- Allopachria holmeni Wewalka, 2000
- Allopachria jaechi Wewalka, 2000
- Allopachria jendeki Wewalka, 2000
- Allopachria jilanzhui Wewalka, 2000
- Allopachria jirii Wewalka, 2010
- Allopachria kodadai Wewalka, 2000
- Allopachria komareki Wewalka, 2010
- Allopachria liselotteae Wewalka, 2000
- Allopachria manfredi Wewalka, 2010
- Allopachria miaowangi Wewalka, 2010
- Allopachria paolomazzoldii Wewalka, 2010
- Allopachria quadrimaculata (Satô, 1981)
- Allopachria quadripustulata Zimmermann, 1924
- Allopachria sausai Wewalka, 2000
- Allopachria schillhammeri Wewalka, 2000
- Allopachria schoenmanni Wewalka, 2000
- Allopachria scholzorum Wewalka, 2000
- Allopachria schramhauserorum Wewalka, 2000
- Allopachria shepardi Wewalka, 2000
- Allopachria taiwana (Satô, 1990)
- Allopachria umbrosa Zimmermann, 1927
- Allopachria vietnamica (Satô, 1995)
- Allopachria wangi Wewalka & Nilsson, 1994
- Allopachria weinbergerorum Wewalka, 2000
- Allopachria wuzhifengensis Bian & Ji, 2010
- Allopachria yanfengi Bian & Ji, 2012
- Allopachria yiae Bian, Guo & Ji, 2013[3]
- Allopachria zetteli Wewalka, 2000